# Cheval de Henson
Das Cheval de Henson (auch: Henson-Pferd) ist eine französische Pferderasse.

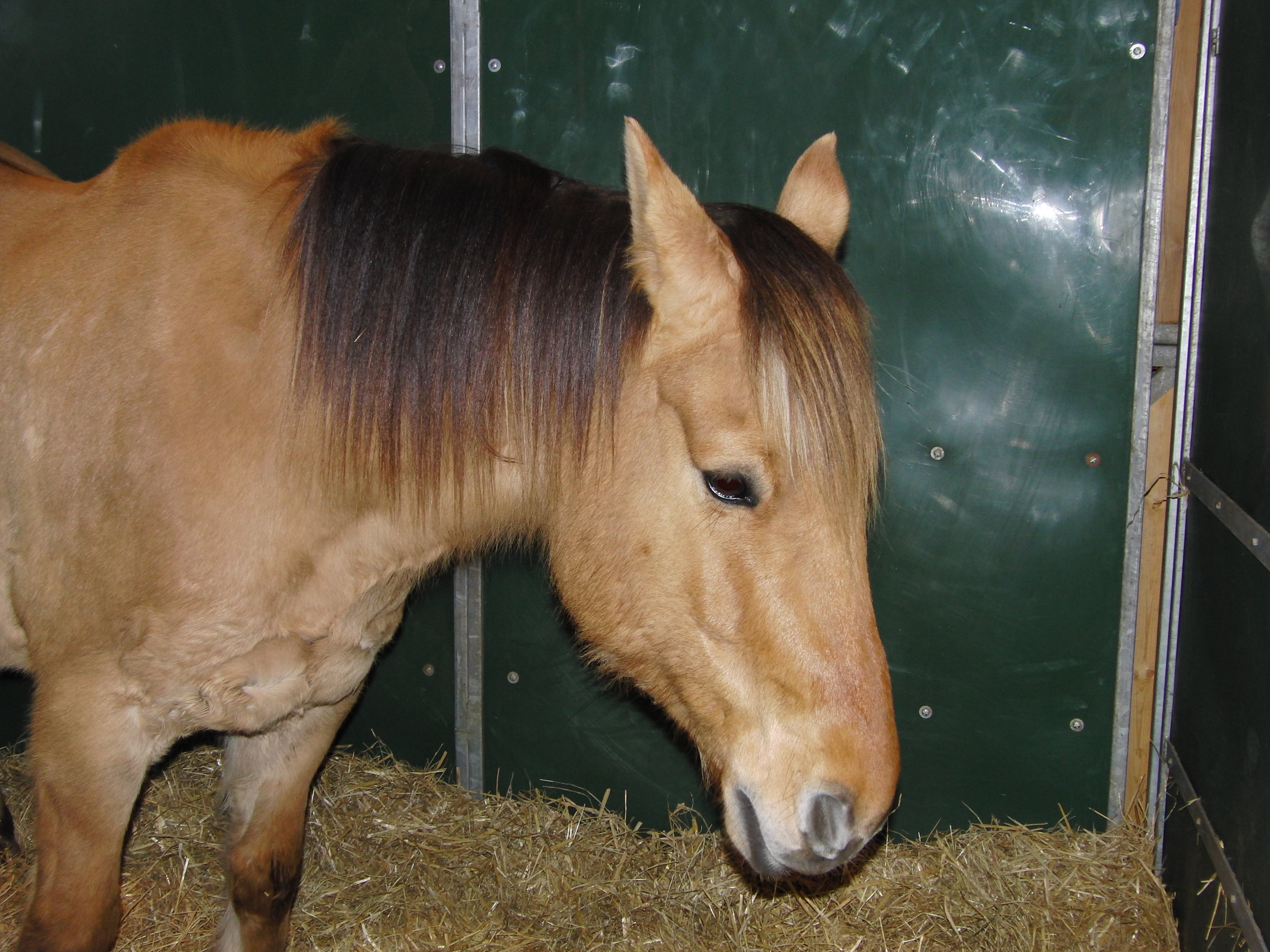
Kopfstudie

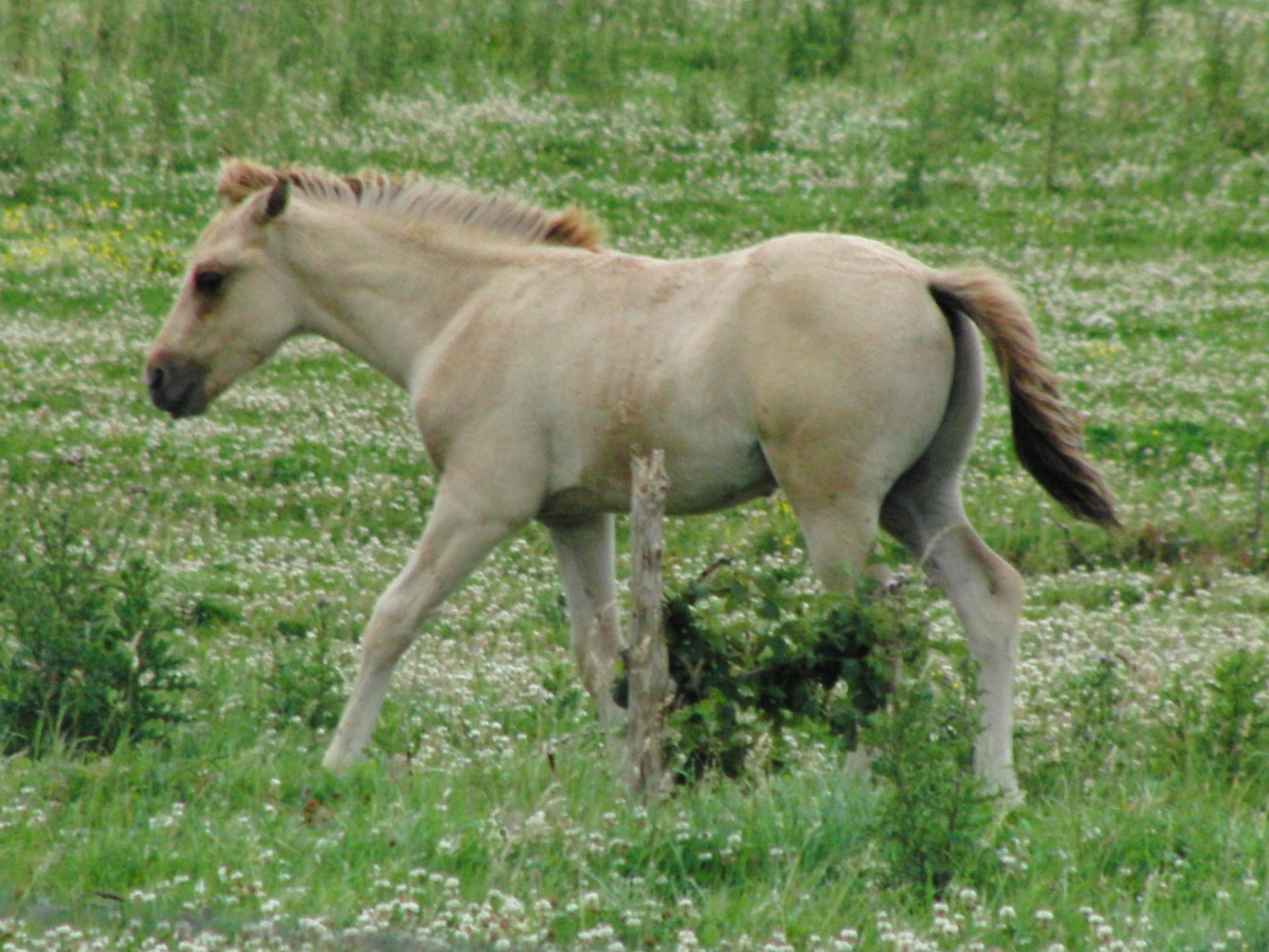
Henson-Fohlen

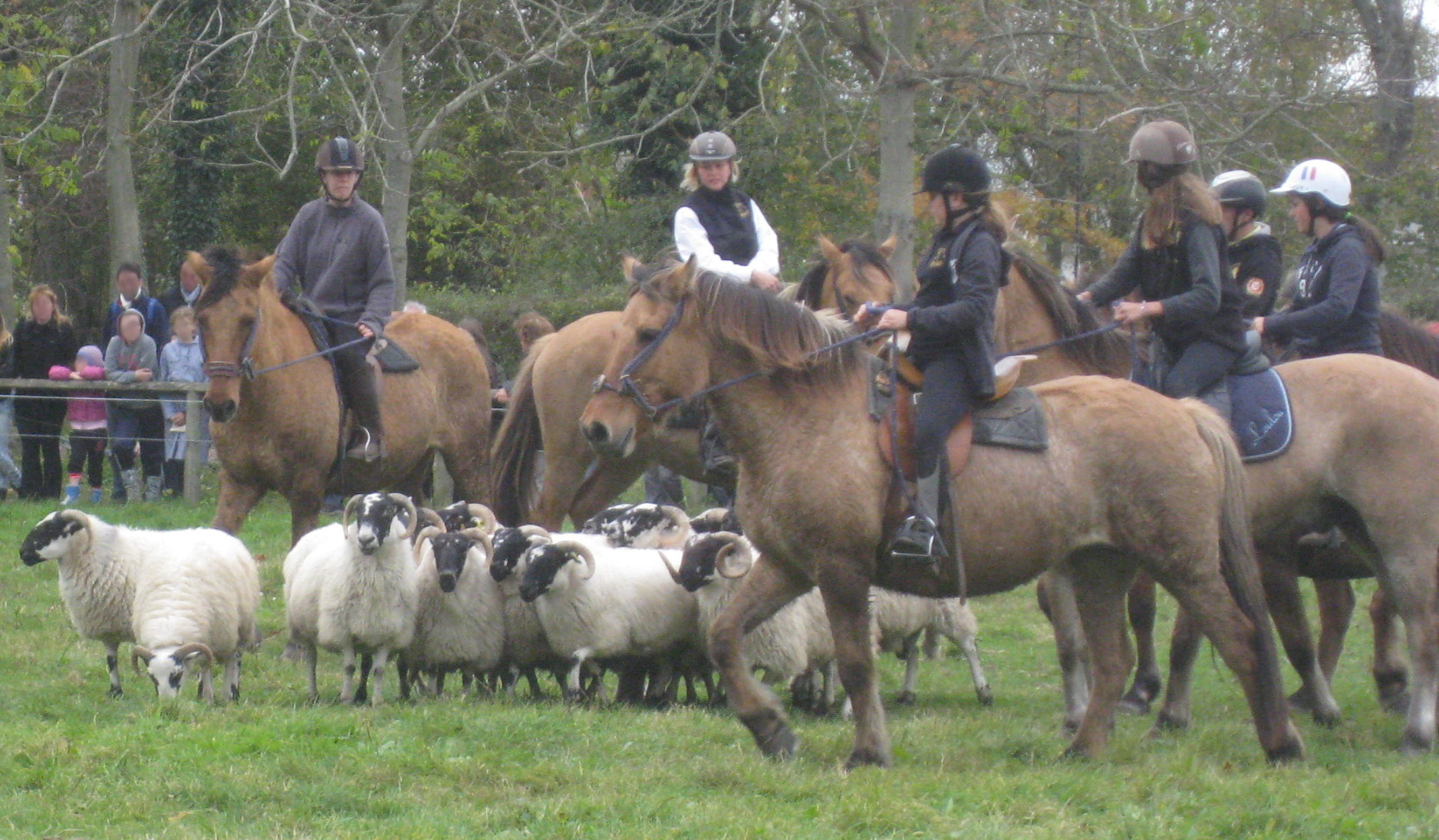
Henson-Pferde bei einer Reitvorführung

Hintergrundinformationen zur Pferdebewertung und -zucht finden sich unter: Exterieur, Interieur und Pferdezucht.

## Exterieur
Das Cheval de Henson besitzt einen kräftigen, aber nicht allzu schweren Körperbau.
Der kantige Kopf mittlerer Größe weist ein gerades oder seltener leicht konkaves Profil, große, dunkle Augen und deutlich ausgeprägte Ganaschen auf. Der mittellange Hals verläuft gerade und ist an der Basis breit angesetzt, verjüngt sich jedoch und ist somit im Genick relativ leicht. Die Schulter ist lang, die kräftige Rückenpartie besitzt eine genügende Breite und Tiefe. Das trockene, stabile Fundament ist mit korrekten Gelenken, nur wenig Kötenbehang und harten Hufen versehen.
Das Stockmaß schwankt zwischen 150 und 160 cm.
Bezüglich der Farbgebung treten ausschließlich Falben in allen Schattierungen und stets mit Aalstrich und teilweise mit Zebrierung an den Gliedmaßen auf. Die Mähne ist entweder schwarz oder zweifarbig (schwarz-beige). Jegliche weiße Abzeichen sind unerwünscht und deswegen bei Zuchthengsten verboten.

## Mechanik
Das trittsichere Cheval de Henson besitzt praktische Gänge.

## Interieur
Die Henson-Pferde sind genügsam und widerstandsfähig und leben in der Regel ganzjährig in Offenställen oder halbwild im Naturschutzgebiet Marquenterre auf Salzwiesen und kommen gut mit kaltem, nassen Wetter zurecht. Die Tiere besitzen einen zutraulichen Charakter und ein ruhiges Temperament. Zudem ist das Cheval de Henson ausdauernd.

## Verwendung
Hauptsächliches Einsatzgebiet sind das Freizeitreiten und der Reittourismus. Auch finden Henson-Pferden im Fahr- und Distanzreitsport sowie beim Horseball Verwendung.

## Zucht

### Zuchtverfahren
Eingetragene Tiere müssen zwischen 25 und 50 % Fjordpferdeblut führen. Kreuzungen von Fjordpferden und folgenden Pferderassen sind zugelassen:
- Englisches Vollblut
- Anglo-Araber
- Cheval de Selle Français
- Französischer Traber
- Pura Raza Española
- Quarter Horse

Des Weiteren müssen sowohl das eingetragene Pferd als auch seine Eltern falbfarben sein.

### Geschichte
Zu Beginn der 1970er-Jahre führte Bernard Bizet nach einer Studienreise nach Norwegen erste Fjordpferde in die französische Somme-Niederung ein. Die norwegischen Ponys ließ er von einem Anglo-Araber-Hengst decken, und das Experiment glückte. Mehrere begeisterte Anhänger um den Tierarzt Lionel Berquin begannen etwa 1975 mit der Kreation einer neuen Pferderasse, die sich besonders für das Reiten im Gelände eignen sollte und das ganze Jahr über draußen gehalten werden konnte. Viel Wert wurde ebenfalls auf die charakteristische Falbfärbung gelegt. Ausgangsrasse war das Norwegische Fjordpferd, welches er mit ausgesuchten Vertretern der Rasen Cheval de Selle Français und Anglo-Araber paarte. Durch planmäßige und selektive Zucht erhielt man nach etwa sieben Jahren erste Exemplare, die dem angestrebten Typ entsprachen. Man nannte sie schnell Henson-Pferde; die Herkunft des Namens blieb jedoch ungeklärt. Die neue Pferderasse fand Anklang auch bei weiteren Züchtern in der recht stark von reiterlicher Tradition geprägten Somme-Niederung, so schloss sich 1982 die Association des cavaliers de la Baie de Somme (später gründeten die Züchter die Association du cheval Henson) zusammen, um die Zahl an F1-Kreuzungen (erste Generation, nachdem man zwei Exemplare verschiedener Arten gekreuzt hat) zu erhöhen sowie die Zucht zu organisieren, und schließlich existierten 1995 genügend viele F1-Kreuzungen, dass man den ersten Band des Zuchtbuchs schließen konnte. Von da an konzentrierte man sich ausschließlich auf die Zucht von Tieren der F2- und weiteren Generationen. In Frankreich wurde die Pferderasse im Jahr 2003 offiziell anerkannt.

### Verbreitung
Das Zuchtgebiet ist Frankreich, besonders verbreitet ist die Rasse in der französischen Somme-Niederung und in der Naturlandschaft Marquenterre in der Picardie.

### Bestand
Laut der einzigen Bestandserhebung des Domestic Animal Diversity Information System (DAD-IS) der Ernährungs- und Landwirtschaftskommission der Vereinten Nationen von 2008 gab es damals knapp 1000 Exemplare, davon standen rund 50 Hengste und 500 Stuten im Zuchteinsatz.
Nach Angaben des Zuchtverbands hingegen gab es 2018 zwölf in der Zucht aktive Hengste und 69 gedeckte Stuten.